# 钱业会馆 (绍兴)
绍兴钱业会馆，位于中华人民共和国浙江省绍兴市越城区蕺山街道，是浙江省省级文物保护单位之一。
2017年1月19日，绍兴钱业会馆被列入第七批浙江省文物保护单位，该文物保护单位是一座古建筑。